# Vincenzo Giordano
Vincenzo Giordano (Calvanico, 28 luglio 1929 – Salerno, 13 aprile 2009) è stato un politico italiano, sindaco di Salerno dal 1987 al 1993.
Era conosciuto come "il sindaco galantuomo" ed è stato uno dei sindaci più amati dalla città nella storia di Salerno.

## Biografia

### Sindaco di Salerno
L'8 marzo 1987 diventa sindaco di Salerno, il primo socialista, formando la prima giunta comunale laica e di sinistra della città, formata dal: Partito Socialista Italiano (di cui ne faceva parte), Partito Comunista Italiano, Partito Socialdemocratico Italiano e Federazione dei Verdi.
Come sindaco realizzerà i progetti del "Corso da re", la copertura del Trincerone ferroviario, la ristrutturazione dell'ex seminario, la riqualificazione e progettazione di molte aree e parchi urbani. Non a caso negli anni recenti Carmelo Conte, socialista ed ex ministro per i problemi delle aree urbane per i governi Andreotti VII e Amato I, lo definisce "un attuatore di grandi opere e di un progetto di città declinata, grazie a un confronto culturale di valore nazionale per funzioni: la città possibile, la città giardino, la città dei servizi e la città degli standard a verde".
Alle elezioni comunali del 1990 a Salerno venne riconfermato come sindaco.
Durante Tangentopoli, nel '92, il pm Michelangelo Russo chiede ed ottiene l'arresto di Giordano, del suo vicesindaco e assessore ai lavori pubblici Fulvio Bonavitacola, di metà della sua giunta e il consigliere comunale di Salerno democristiano Aniello Salzano, con l'accusa di tangenti sugli appalti del Trincerone. Rimase nel carcere di Fuorni per 60 giorni. Alla fine, alcuni anni dopo, ne uscirà assolto con formula piena dal processo insieme a Bonavitacola e Salzano.

### Morte
Morirà il 13 aprile 2009 all'ospedale San Giovanni di Dio e Ruggi D'Aragona, a seguito di una malattia.